# Esquennoy
Esquennoy é uma comuna francesa na região administrativa de Altos da França, no departamento de Oise. Estende-se por uma área de 9.79 km². Em 2010 a comuna tinha 721 habitantes (densidade: 73,6 hab./km²).